# Kanarische Fingerhüte
Als Kanarische Fingerhüte (Isoplexis) wird eine Pflanzengattung innerhalb der Familie der Wegerichgewächse (Plantaginaceae) bezeichnet. Die vier Arten kommen ausschließlich auf dem zentralmakaronesischen Archipel vor. 

## Beschreibung

### Vegetative Merkmale
Die Kanarischen Fingerhüte sind strauchige und immergrüne Pflanzen (Sträucher?). Die ledrigen Laubblätter sind von dunkelgrüner Farbe. 

### Generative Merkmale
Die Blüten stehen in ährigen Blütenständen zusammen. Die zwittrigen Blüten sind zygomorph. Die Kronblätter sind orange-braun. Die Kronoberlippe ist bei ihnen länger als bei den anderen Fingerhut-Arten und mehr oder weniger aufwärts gerichtet. Die Unterlippe ist kürzer und dreizipflig. 

## Vorkommen und Gefährdung
Die Gattung Isoplexis ist ausschließlich auf dem zentralmakaronesischen Archipel beheimatet, das heißt auf den Kanarischen Inseln und auf Madeira (inklusive der vorgelagerten Inseln Porto Santo und Ilhas Desertas). Die Arten sind auch in ihrer Heimat nur selten zu finden und teilweise auch vom Aussterben bedroht (Isoplexis chalcantha). Sie sind typische Elemente der Lorbeerwaldregion. Isoplexis-Arten lieben sonnige Standorte.

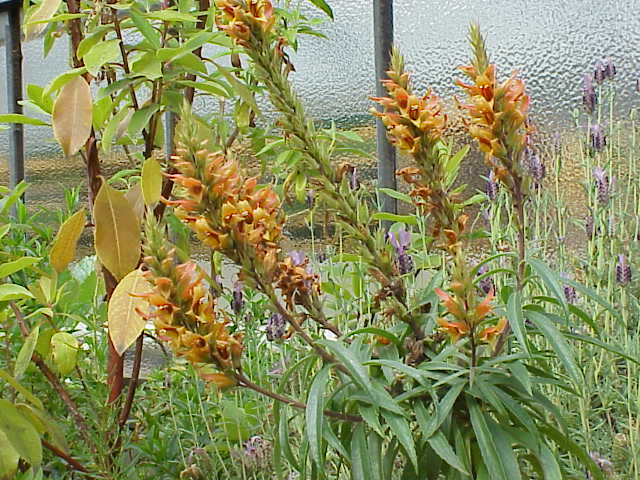
Kanarischer Zwergfingerhut (Isoplexis isabelliana)

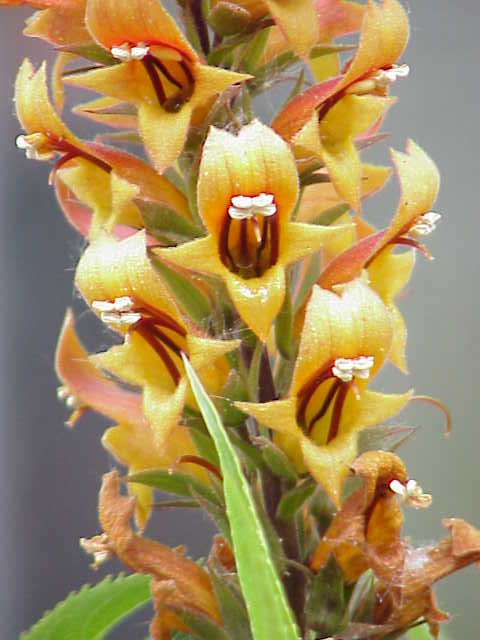
Blütenstand des Kanarischen Zwergfingerhuts (Isoplexis isabelliana)

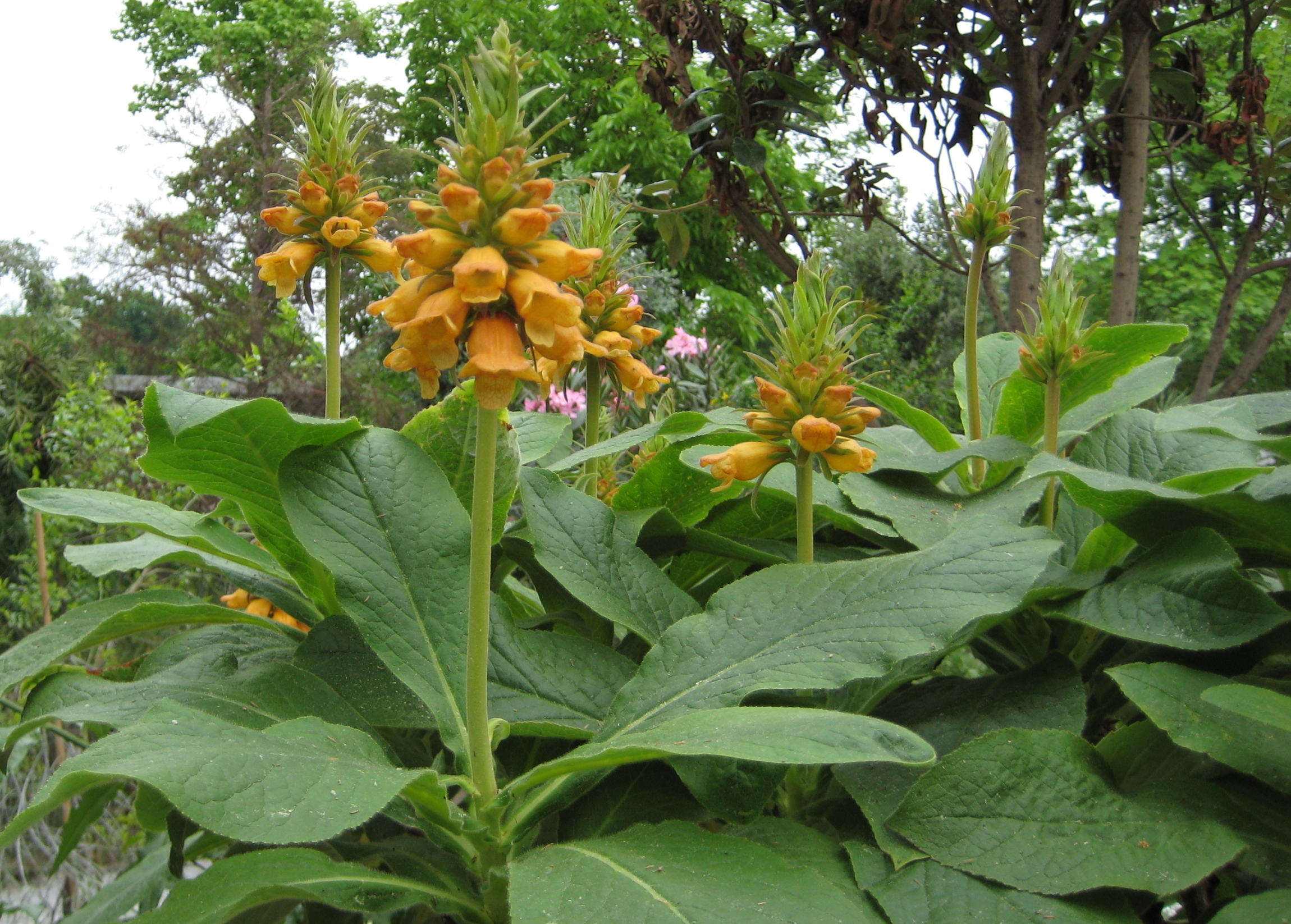
Madeirischer Fingerhut (Isoplexis sceptrum)

## Verwendung und Gesundheitsgefahr
Isoplexis canariensis wird gelegentlich als Zierpflanze angeboten, muss jedoch als Kübelpflanze gehalten werden, da alle Isoplexis-Arten nicht winterhart sind.
Kanarische Fingerhüte enthalten Herzglykoside, beispielsweise mit Canarigenin oder Uzarigenin als Aglykon. Als Zuckerkomponenten treten insbesondere D-Glucose, D-Fucose sowie D-Digitoxose in Erscheinung. Eine ausgedehnte therapeutische Verwendung, wie etwa bei den einheimischen Fingerhüten, ist allein aufgrund des seltenen Vorkommens nicht gegeben. Kanarische Fingerhüte gehören zu den Giftpflanzen.

## Systematik
Isoplexis (Lindl.) Loudon wird von einigen Autoren als Synonym von Digitalis L. behandelt. Isoplexis ist demnach eine Sektion innerhalb der Gattung Digitalis. Siehe: C. Brauchler, H. Meimberg & G: Heubl: Molecular Phylogeny of the genera Digitalis. L and Isoplexis (Lindley) Loudon (Veronicaceae) based on ITS- and trnL-F sequences, In: Plant Systematics and Evolution, Volume 248, Issue 1-4, 2004, S. 111–128.
Die Gattung Isoplexis gehört zur Tribus Digitalideae in der Familie Plantaginaceae und wurde früher in die Familien Scrophulariaceae oder Veronicaceae eingeordnet.
Die vier Isoplexis-Arten sind:
- Kanarischer Fingerhut (Isoplexis canariensis (L.) Loudon): Er kommt auf La Palma, La Gomera und Teneriffa vor.[1]
- Kanarischer Gebirgsfingerhut (Isoplexis chalcantha Svent. & O'Shan.): Er kommt auf Gran Canaria vor.[1] Er hat die Chromosomenzahl 2n = 56.[2]
- Kanarischer Zwergfingerhut (Isoplexis isabelliana (Webb) Masf.): Er kommt auf Gran Canaria vor.[1]
- Madeirischer Fingerhut (Isoplexis sceptrum (L. f.) Loudon): Er kommt auf Madeira vor.[1]